# Scherzos (Chopin)
Frédéric Chopin compuso cuatro scherzos para piano, todos ellos obras muy conocidas entre los pianistas por sus dificultades técnicas. Son todas ellas obras pianísticas que consolidan este tipo de composición al igual que sus Baladas.

## Scherzos
- Scherzo n.º 1: el primer scherzo en si menor op. 20 se inicia con una fulgurante sección, presto con fuoco, que tiene como pórtico dos espléndidos acordes, en su tiempo considerados de gran audacia armónica por su disonancia. Su desarrollo, lleno de ímpetu, contrasta con la sección central molto più lento de muy bella línea melódica y que toma como base un antiguo villancico popular polaco. Con una vuelta a la apasionada sección inicial y una breve coda, finaliza esta excelente página.

- Scherzo n.º 2: el segundo scherzo en si bemol menor op. 31 es una de las creaciones más arrebatadoras de su autor. Las angustiosas, apremiantes preguntas con las que se inicia y su repuesta son de extraordinario efecto. Son clave de la obra, según sostenía Chopin. La primera parte parece la lucha de un espíritu atormentado. La bellísima sección central con ánima es sosegada al principio pero pronto se interna en un torbellino de notas, señalado agitato. Luego volvemos a las misteriosas preguntas del principio.

- Scherzo n.º 3: este tercer scherzo en do sostenido menor op. 39 es un presto con fuoco. Se inicia con una introducción breve y misteriosa sobre la que se construye el recio tema principal, staccato, verdaderamente escrito 'con fuego'. Como contraste el segundo tema, meno mosso, conduce a una sección tranquila, casi coral. La alternancia de ambos temas lleva al esquema A-B-A-B-CODA, infrecuente en la época.

- Scherzo n.º 4: este scherzo está en mi mayor op. 54. Se trata de un presto en el que, si su autor se mostraba en los anteriores scherzi arrebatado y dramático, en este ofrece una visión más deleitable aunque a veces la música se mueve por ese sutil camino fronterizo entre sentimientos compuestos, gozo y tristeza. El comienzo, leve y de rítmico balanceo, de escritura virtuosística y clima desenfadado, da paso a una sección con ecos de valses y barcarolas, la parte más bella e inspirada, con un delicadísimo tejido de arpegios y una línea melódica de exquisita factura. El final vuelve a ser una brillante cascada de notas, più presto.